# Hesperandra tucumana
Hesperandra tucumana là một loài bọ cánh cứng trong họ Cerambycidae.